# Бровки Первые

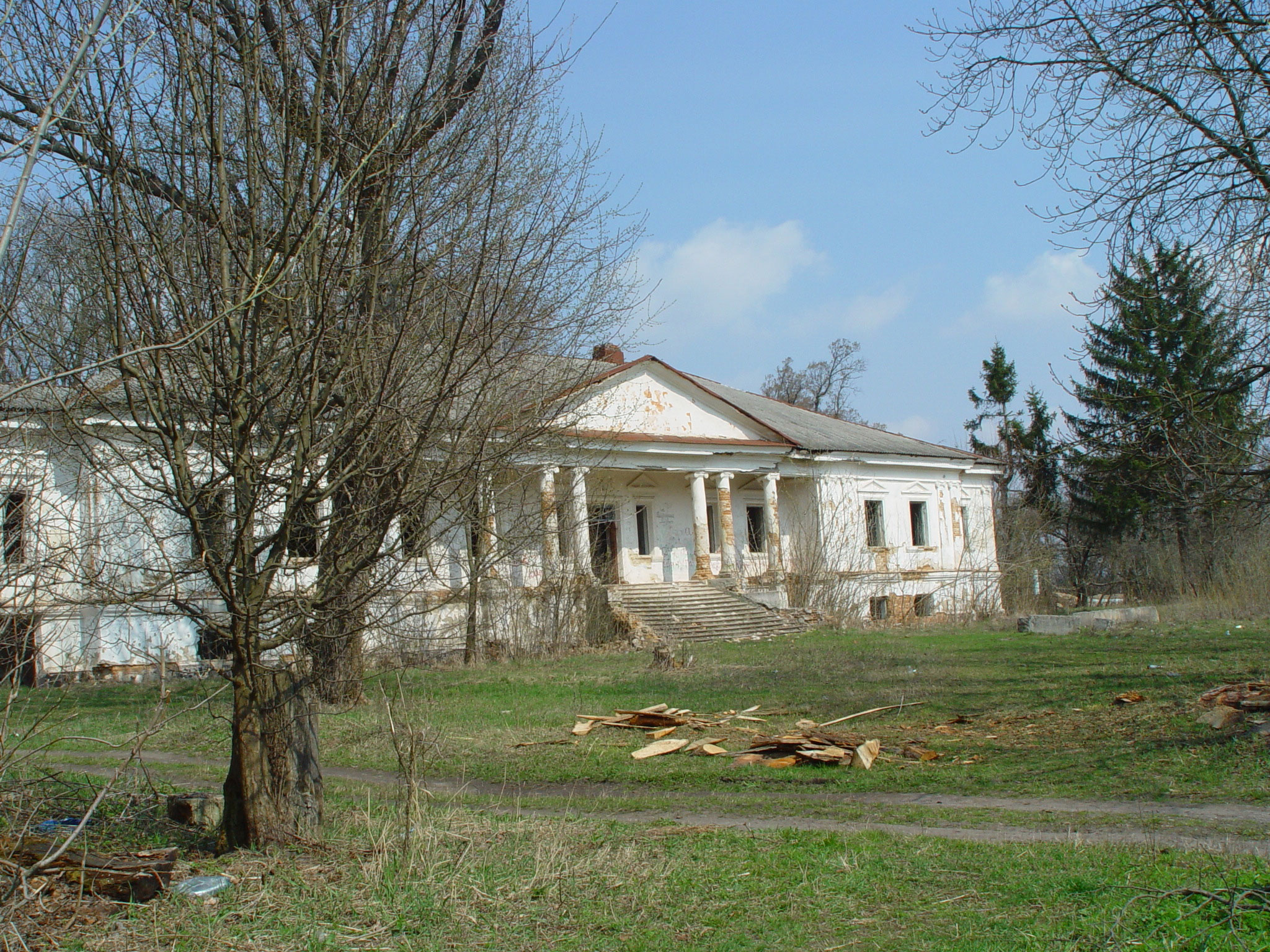
Усадьба Сцибор-Рыльских

Бро́вки Пе́рвые (укр. Бровки Перші) — село в Бердичевском районе (до 2020 года - Андрушевского) Житомирской области Украины.

## Географическое положение
Село расположено у железнодорожной станции Бровки (с 1870 года) (линия Фастов — Казатин). Село граничит с селом Ярешки и входит в состав общей территориальной общины.

## История
В 1939 году возле железнодорожной станции было построено хлебоприёмное предприятие.
По переписи 2001 года население составляло 961 человек.
В селе находится усадьба Сцибор-Рыльских, принадлежавшая с XVIII в. роду Сцибор-Рыльских, которые были дальними родственниками украинского поэта Максима Рыльского. В советские годы в усадебном доме размещалась школа. В настоящее время здание заброшено.

## Экономика
- хлебоприёмное предприятие[2]

## Адрес местного старосты
13444, Житомирская область, Бердичевский р-н, с. Бровки Первые, ул. Кирова, 4, тел. 5-14-35